# Omar Merlo
Omar Jesús Merlo (Santa Fe, 12 giugno 1987) è un ex calciatore argentino, di ruolo difensore.
Possiede il passaporto italiano.

## Carriera
Ha cominciato la carriera per il Colón (SF) nel 2006 e rapidamente è diventato titolare fisso della squadra rossonera. Dopo aver accettato il transfer per la squadra elvetica del Locarno, ha firmato il trasferimento in prestito per il River Plate nel febbraio 2008.

## Palmarès

### Club

#### Competizioni nazionali
- Campionato argentino: 1

River Plate: Clausura 2008